# Kornis Károly (ügyvéd)
Tótváradi Kornis Károly (Arad, 1822. április 19. – Gyorok, 1863. január 27.) magyar jogász, jogtudós, gyakorló ügyvéd, ügyész, az 1848–49-es forradalom és szabadságharc törzskari tisztje, emigráns újságíró, lapszerkesztő.

## Családja
Apja Kornis József, nemes származású sóhivatalnok, anyja Papp Júlia, bátyja, ifj. Kornis József római katolikus teológiát végzett, majd Gyorok plébánosa lett. Neje tóthváradgyai Kornis Apollónia (1825–1906) volt, akivel 1845. november 4-én kötött házasságot Pesten.

## Életútja
Gyenge testalkata miatt Kornis Károlyt is papi pályájára szánták a szülők, de ő inkább a jog vagy a bölcsészet iránt érzett hajlandóságot. Kitűnő eredménnyel végzett az aradi gimnáziumban, innen Szegedre ment bölcsészetet tanulni, ahol Horváth Cirill, Reisinger János professzorainak egyik kedvenc tanítványa lett, majd Pesten tanult jogot. Jogtudományi tanulmányait 1842-ben fejezte be. 1843-ban Tőketerebesre került az Andrássy grófok képzésére, s ezután a gróf Szapáry családhoz hasonló minőségben. Ezen családokkal való összeköttetése révén gyors karriert futott be, 1844-ben ügyvédi vizsgát tett és ugyanabban az évben nevezték ki a pesti első bíróság váltótörvényszékéhez gyakornoknak, később ugyanott fogalmazó lett. 1848 áprilisában Eötvös József báró meghívta őt az egyetemre helyettes tanárnak, itt a büntetőjogot adta elő s július 6-án rendes tanárnak nevezték ki. A tanítás a háborús viszonyok miatt szünetelt, s az akkori minisztériumtól Arad székhellyel alföldi kormánybiztosi állásra kapott megbízatást. 1849. július 19-én közvádló ügyésznek nevezték ki az országos rögtönítélő bírósághoz, majd pár nap múlva a pesti első folyamodású váltótörvényszékhez helyezték át, s mindezt az 1848–49-es forradalom és szabadságharcban oldalán, és kormányának szolgálatában végezte, mert beállt honvédnek. Előbb Aulich Lajos, majd Asbóth Lajos tábornokoknál szolgált törzskari tiszti beosztásban. A világosi fegyverletétel után, mely őt Buttyinban érte, neki is menekülnie kellett.
Távollétében, 1850-ben halálra ítélték és jelképesen (in effigie) fel is akasztották. Az Alföldön bujdosott, majd később mint a Névay fiúk nevelője Brüsszelbe, majd Svájcba, Franciaországba és Londonba menekült. Európán keresztül 1852-ben az Amerikai Egyesült Államokba került. New Yorkban 1853. október 15-én megindította az első amerikai magyar nyelvű lapot, a Magyar Száműzöttek Lapja címmel 41 előfizetővel. A lapból decemberig összesen hat szám jelent meg, feltehetően a Koszta Márton-ügy indította lapalapításra Kornist. (Koszta Márton emigrációban élő honvédszázadost már mint amerikai állampolgárt mentette ki az amerikai St. Louis hadihajó parancsnoka egy osztrák hajó fogságából Szmirnában. Az USA-ban ez a téma központba került, lényege, hogy az USA meg tudja védeni állampolgárait függetlenül attól, hogy azok a világ mely pontján kerülnek bajba.)
A lap megszűnte után, nem lévén keresetforrása, kénytelen volt napszámosként gyári munkát végezni, azonban nem sokáig bírta a nehéz és fárasztó munkát. Amint visszaemlékező levelében írta: „Egy gutta-percha gyárban januártól, tehát épen a tél derekától kezdve, négy hónapon át hordtam a kőszenet, fűtöttem a szokott kazánokat, mikben olvasztatott a keverék, és gyúrtam azt azon forrón, mint a téglavető a sarat, a formák számára, s aztán préseltem nehéz, nagy hengerek között... Nehogy azzal rágalmazzanak, hogy dologkerülő vagyok, feltevém magamban azon munkába kapni válogatás nélkül, a mely legközelébb kínálkozik, így lettem gyári munkás. Azután pedig dolgosnak szegődtem egy daguerotipistához két hónapra, a ki bele tanitott e mesterségbe” Megtanulta tehát a fényképészetet és két társával, Alvinczy Lászlóval és Birányi Istvánnal 1854 nyarán átment Braziliába és Rio de Janeiróban telepedett le. Itt egy ideig mint fényképészek működtek. 1855-re az üzlet nagyon fellendült, miután II. Don Pedro uralkodó is többször meghívta fényképezni. Ahogy 1855. július 21-i levelében írta: „Dolgozom reggeltől setét estig, egy nap mint másikon s nem tudom, mikor van ünnep, mikor vasárnap, mikor tavasz, tél vagy nyár, ha csak abból nem, hogy a nép cifra köntösben jelenik meg termünkben, jeléül, hogy az ünnepnapot tiszteli.” Vagyonos egzisztenciát tudott teremteni. Azonban társai tüdőbajban meghaltak és 1857-ben ő is észlelte magán a tbc jeleit. Ekkor a magyar borok megismertetését tűzte feladatául. 700–800 akót szállíttatott ki, de ez a vállalata sem sikerült az utólagos fizetés nehézségei miatt. Az 1850-es évek végén utazást tett északra, s ez idő alatt „egy angol”, akire készleteit bízta, kirabolta, s egy másik, az ő nevére hitelt felvevő bizalmasa pedig főbe lőtte magát, így anyagilag erősen megingott.
Rio de Janeiróban jól menő ügyvédi irodát nyitott, sokat utazott Dél-Amerikában, emellett jelentős tudományos tevékenységet is folytatott. 1858-tól már csak irodalmi munkásságot folytatott. Tanulmányokat írt a polgári házasság jogosultsága mellett, ez a kérdés a korabeli katolikus népességű országok vezetőit és polgárait igen foglalkoztatta. Kornis O casamento civil című munkája 1858-ban jelent meg portugál nyelven mintegy vitairatként Joaquin Pinto de Campos egyházi író munkájával szemben, aki természetesen az egyházi (kánoni)házasságkötés kizárólagossága mellett érvelt. Kornis Károlyt a Sao Paulo-i Akadémia tagjává választotta, sőt II. Péter (Pedro) császár a Rio de Janeiró-i egyetem tanszékére való kinevezését is felajánlotta, ő azonban ezt a megtisztelő ajánlatot nem fogadta el. Kornis a polgári házasság szükségességének témájáról még három tanulmányt jelentetett meg 1860–1861-ben, valamennyit portugál nyelven. Kornis e munkáit a British Museum őrzi, Európában a katolikus egyházak felvették a tiltott könyvek jegyzékébe.
Kornis az 1850-es években már keresett ügyvéd volt és jólétnek örvendett, ezért 1855 februárjában nagyobb utazást tehetett a császárság belsejében. Megfordult Chilében, annak fővárosában Santiagóban, Valparaísóban és a Juan Fernández-szigeteken; útközben szép madárgyűjteményre tett szert, melyet 1862-ben Magyarországra küldött a hazai tanintézetek használatára.
Kornis 1857 körül tüdőbajt kapott, 1861-ben már érezte, hogy gyengül; emellett erős honvágy is gyötörte, ezért elhatározta, hogy hazatér. A brazíliai protestánsok, akiknek védelmében római katolikus létére oly nemesen küzdött, egy számtalan névaláírással ellátott díszes albummal ajándékozták meg. Júliusban hajóra szállt, 46 napi tengeri útja után előbb Hamburgba, majd Párizsba érkezett, ahol két hónapig időzött, itt azonban útlevelét nem láttamozták, ezért Münchenbe utazott és beadta az ottani osztrák követségnél folyamodását az amnesztiáért. Hiába várt azonban a hazatérési engedélyre; végül 1862. október 27-én amnesztia nélkül indult haza. 29-én elgyengülve érkezett Aradra és egy napi pihenés után, bátyjához Gyorokra, Arad vármegyébe. Itt érte őt a november 19-én kelt császári és királyi amnesztia. Még ekkor sem pihent, bormustrákat küldött külföldre; azonban a láz erőt vett rajta és négy napi ágyban fekvés után – mielőtt fiát, ki távozásakor csecsemő volt, láthatta volna – bátyja házában halt meg Gyorokon.

## Művei
Több politikai cikket írt 1849-ben a Pesti Hírlapba; cikkei az Alföldben (1861–1863. Rio de Janeiróból, 9 cikk; München, Birányi István halála, A híres Villa nova per és más apróságok, A brazíliai éghajlat és életmód, Az első vitorlák, Az egyenlítő alatti elmélkedések, Egy menekültünk, Nyílt levél a borászat ügyében), a Családi Körben (1861. Montoiro, pernambuccoi tartomány, Aracaty Ceara tartomány), az Aradban (1663: Levele Tallián Gyulához, Gyorok 1863. január 11.), a Gazdasági Lapokban (1863: Nyílt levél a borászat ügyében.)
Naplójából, melyet a tengeren és Brazíliában írt 1854-ben, a Hazánk és a Külföld (1865. 40. szám) közölt részleteket.
- Az 1848. 9-dik törvénycikk 5. §-a. Vác, 1848.
- Kormányrendszerről szózat a néphez 1. füzet. Vác, 1848. 2. füzet. Az alkotmányos fejedelmi kormányrendszerről. Pest-Buda, 1848.
- A szabadságról szózat a néphez. Szeged. (Végén: Aradon január hava, 1849. A Tiszavidéki Ujság helyett küldték az előfizetőknek.)
- Eljárási rendszer a rögtönítélő bíróságok számára, Pest, 1849.
- Értekezések a büntetőjog köréből. (Budapest, 1849. „Csak az 1. és 2. ív nyomatott ki”.)
- Hazafiak! Nehogy álhirek terjesztése által harcias mozgalmaink felett a honfiak keblébe csüggedés gerjesztessék ...! Aradon, jan. 9. 1849. (Proklamáció).
- Örömhír! Budavár visszavétele ünnepén 1849. május 21. (Proklamáció).
- Processus Villa Nova de Minho pars criminalis discussione juridica pertractata. (4-r. 58 és 1 lap) Rio de Janeiro, 1856. Typ. F. Paula Brito. M. E. („Rio de Janeiroban halt el az időben Visconda de Villa nova, a ki négy millió forint vagyont hagyott hátra, melyen az örökösök nem tudtak békésen megosztozni; pörre került a dolog; e pör alkalmából írta Kornis e röpiratot, mely nagy feltűnést keltett. Néhány cikket közölt belőle a rio de janeiroi Correio Marcantil”.
- Latin nyelvtan portugál nyelven. Rio de Janeiro, 1857. Hat kötet.
- O casamento civil o direito do poder temporal em negocios de casamentos. Discussao juridico-historico-theologica em dies partes. Parta primeira juridico-historica. Rio de Janeiro, 1858. (A pápa által betiltatott. Németül: Das neue Ehe-Gesetz. Hamburg, 1862.)
- Exposiçao do estado e das circumstancias do processo, que, a Caixa filial do Banco do Brasil em Pernambuco intentou contra N. O. Bieber E. C. e contra I. Keller ECa em o mez de março de 1858. em Pernambuco. Discussào sobre os principios, que devem reger o procedimento e o jiicio na questao de escriptos de assignatura particular, arguidos de falsidade de assignatura. Rio de Janeiro, 1860. (Ötvenezer forintos váltóhamisítási ügy.)
- Refusasao de re de Souza. Rio de Janeiro, 1860.
- Exposiçao de processo de concurso. Rio de Janeiro. 1862.
- Eszmék. Arad, 1863. (A birodalmi egységet és Magyarország független „belkormányzatának” biztosítását tárgyalja.)
- Váltóeljárási rendszer. Pest, 1874. című munkáját kiadta Cholnoky Imre.